# 柄果苎麻
柄果苎麻（学名：Boehmeria blinii var. podocarpa）为荨麻科苎麻属下的一个变种。

## 扩展阅读
- 維基物種上的相關：柄果苎麻